# 299 Thora
299 Thora је астероид главног астероидног појаса са пречником од приближно 17,06 km.
Афел астероида је на удаљености од 2,584 астрономских јединица (АЈ) од Сунца, а перихел на 2,284 АЈ.
Ексцентрицитет орбите износи 0,061, инклинација (нагиб) орбите у односу на раван еклиптике 1,601 степени, а орбитални период износи 1387,462 дана (3,798 године).
Апсолутна магнитуда астероида је 11,40 а геометријски албедо 0,167.
Астероид је откривен 6. октобра 1890. године.